# ارج‌گذاری به روان جاویدان
در دین زرتشتی باور بر این است که روان در گذشته سه روز زیر راهنمایی سروش در این جهان می‌ماند. از این‌رو نمازهای ویژه در سه شب برای آسایش روان و خشنودی سروش خوانده می‌شود. باور این است که روان درگذشتگان سالی پنج روز پیش از نوروز و سپس در روز فروردین ماه از بازماندگان خود در این جهان دیدن می‌کنند و از این رو در آن‌روزها بازماندگان نیز در آیین ویژه شرکت می‌کنند.